# Dominika Butkiewicz
Dominika Butkiewicz (Varsovia, 22 de febrero de 19) es una deportista polaca que compitió en esgrima, especialista en la modalidad de espada. Ganó una medalla de bronce en el Campeonato Mundial de Esgrima de 1994, en la prueba por equipos.

## Palmarés internacional
| Campeonato Mundial | Campeonato Mundial | Campeonato Mundial | Campeonato Mundial |
| Año                | Lugar              | Medalla            | Prueba             |
| ------------------ | ------------------ | ------------------ | ------------------ |
| 1994               | Atenas (Grecia)    | Medalla de bronce  | Espada por equipos |